# Conexiones (serie de televisión de 2020)
Conexiones (en inglés: Connected: The Hidden Science of Everything) es una serie de televisión documental estrenada por Netflix en 2020.
La serie busca mostrar las conexiones que hay entre los humanos, los animales, la ciencia y el universo, en diversos temas.

## Reparto
- Latif Nasser (narrador)